# Jean-Christophe Marquet
Jean-Christophe Marquet (Marsiglia, 27 aprile 1974) è un ex calciatore francese, di ruolo difensore.

## Carriera[1]
Iniziò la carriera agonistica nell'Olympique Marsiglia, vincendo grazie ad un'unica presenza il campionato francese 1992-1993.
La stagione seguente la disputa in prestito al Cannes, con cui ottiene il sesto posto finale.
Ritornato all'Olympique Marsiglia, retrocesso in cadetteria per illeciti, ottenendo la promozione al suo secondo anno cadetto. Con i marsigliesi rimarrà sino al dicembre 1997, quando passerà al Guingamp, sodalizio con cui retrocederà in cadetteria al termine della Division 1 1997-1998.
Nel 1998 si trasferì in Italia, al Genoa, militante in cadetteria. Con i rossoblu giocherà quattro incontri, ottenendo il dodicesimo posto della Serie B 1998-1999.
Ritornato in Francia, va a giocare nel Nizza in Division 2.
Ritorna a militare nell'Olympique Marsiglia, in massima serie, la stagione seguente. Con i marsigliesi ottiene il quindicesimo posto finale.
Gli ultimi anni di carriera li trascorre in sodalizi minori marsigliesi.

## Palmarès

### Club

#### Competizioni nazionali
- Campionato francese: 1  (revocato)

Olympique Marsiglia: 1992-1993

#### Competizioni internazionali
- UEFA Champions League: 1

Olympique Marsiglia: 1992-1993